# Robert Leicht
Robert Leicht (10 de junho de 1885 – 1963) foi um proprietário de cervejaria da Alemanha.

## Vida
Filho do proprietário de cervejaria de mesmo nome Robert Leicht. Após estudar na escola de cervejaria em Weihenstephan e na Technische Hochschule Stuttgart foi praticante em diversas cervejarias na Alemanha e no exterior. Em 1910 começou a trabalhar na empresa de sua família, a Schwabenbräu, onde foi diretor em 1921